# Prisciliano

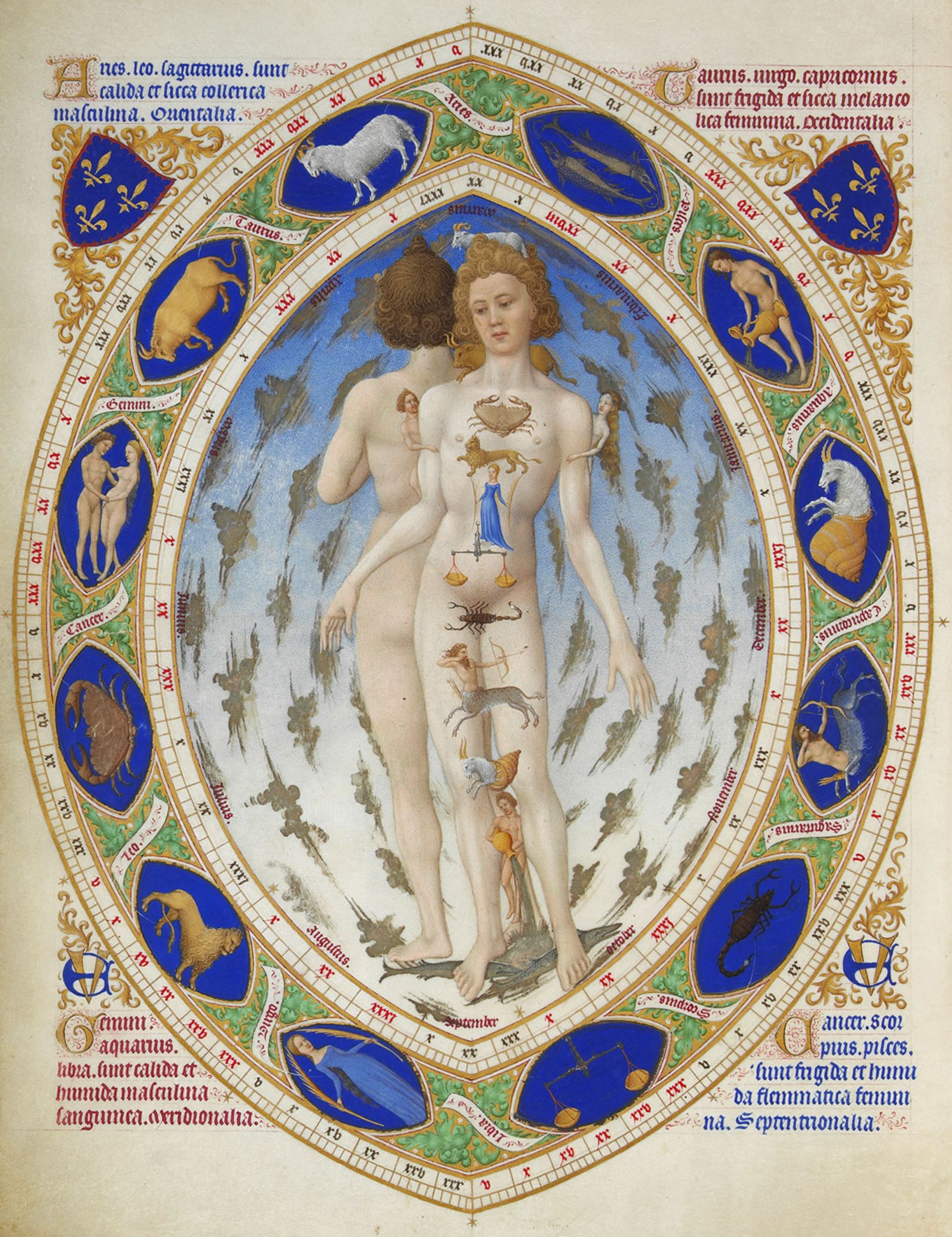
"Prisciliano ensinou que os nomes dos Patriarcas correspondem às partes da alma, e de jeito paralelo, os signos do Zodíaco correspondem-se com partes do corpo". Cita de Orósio, na sua Communitorium de errore Priscillianistarum et Origenistarum.

Prisciliano de Ávila (Galécia, c. 340 – Tréveris, 385) foi um bispo herege hispânico da cidade de Ávila (em latim: Abila), fundador do priscilianismo. Foi, junto a outros companheiros, o primeiro herege cristão justiçado no cristianismo por uma instituição civil.

## Origens e primeiros passos
Acredita-se que nasceu na Hispânia ocidental, provavelmente na província romana da Galécia, no seio de uma família senatorial. Por volta de 370 viaja a Burdigala (Bordéus) para se formar com o retórico Delphidius. Nos arredores desta cidade funda uma comunidade de tendência rigorista junto ao seu mentor e a mulher deste, Eucrócia. É reconhecida uma relação com a filha de ambos, Prócula, embora São Jerônimo faz menção a uma mulher chamada Gala como seu casal oficial. Seu principal adversário, Itácio de Ossónoba (atual Faro), atribui seus conhecimentos de astronomia e magia a um tal Marco de Mênfis, porém este nome parece remitir a um mago alexandrino do século I citado por Santo Ireneu no seu Adversus haereses. Por volta de 379, durante o consulado de Ausônio e de Olíbrio, volta ao noroeste peninsular e começa seu período predicante. As suas ideias obtiveram grande sucesso, em especial entre as mulheres e as classes populares, pela sua recusa à união da Igreja com o Estado imperial e à corrupção e enriquecimento das hierarquias. Frente da rápida extensão dos seus ensinos, Higínio de Córdova, o sucessor de Ósio de Córdoba, envia uma carta informando da situação ao bispo da sede metropolitana de Emerita Augusta (capital da Diocese da Hispânia), Hidácio.

## O conflito
Estes dois bispos, junto a Itácio de Ossonoba, convocam o Concílio de Caesaraugusta (atual Saragoça) em 380 (outras fontes situam-no uns anos antes, em 378), com o fim de condenar as ideias priscilianistas. A este sínodo acudiram dois bispos aquitanos e dez hispânicos, o que parece indicar uma forte e rápida expansão do movimento ascético iniciado por Prisciliano, mas a ausência dos dois principais bispos acusados de priscilianistas, Instáncio e Salviano, evita a condenação em firme. As atas dizem que o bispo de Astorga, Simpósio (pai de Dictinio, quem anos depois ocupará essa sede) abandonou o Concílio no segundo dia. Este prelado ocupará anos depois um lugar relevante entre os discípulos do herege galaico. O bispo Valério, anfitrião do sínodo, recolhe as recomendações de Dámaso, bispo de Roma, de evitar a condenação in absentia. Pouco depois esses dois bispos (Instáncio e Salviano) elevarão Prisciliano à sede vacante de Abula (Ávila).
Numa tentativa de acercar posturas, Instáncio e Salviano viajam a Emerita Augusta (Mérida) para se entrevistar com Hidácio, mas vêem-se obrigados a fugir de uma turba de exaltados arengada pelo bispo metropolitano.
Houve então um nutrido cruzamento de acusações epistolares entre priscilianistas e ortodoxos. É preciso levar em conta que a extensão dos ensinos de Prisciliano ocorre em todos os estratos sociais, incluindo muitas famílias influentes de quase todas as províncias hispânicas. Finalmente, uma carta enviada por Hidácio a Ambrósio, bispo de Mediolano (Milão), onde se encontra a corte imperial, convence este para obter um rescrito do imperador Graciano excomungando e banindo das suas sedes a Prisciliano e seus seguidores.

## A viagem
Corre o ano de 382 e Prisciliano decide viajar a Roma para se defender, mas o bispo de Roma, Dámaso (em plena pugna por obter a primacia da sede romana e converter-se, assim, no primeiro Papa "oficial"), bem como de família oriunda de Hispânia, recusa recebê-los por não se considerar competente para anular um rescrito do imperador. Finalmente viajam a Milão, e aproveitam a ausência de Graciano para convencer seu mestre dos ofícios (magister officiorum) de que anule o anterior decreto imperial.
Assim regressa para a Hispânia, reafirmando a situação do seu grupo e conseguindo, de passagem, que Itácio seja acusado de perturbador da Igreja. O procônsul Volvêncio ordena a detenção do bispo antipriscilianista e este vê-se obrigado a fugir para Augusta dos Tréveros (Tréveris), sob o amparo do bispo Britto.
Em 383 o também hispânico Magno Máximo, governador da Britânia, cruza para a Gália no comando de 130 000 soldados fazendo fugir a Graciano, a quem finalmente assassina numa emboscada nas florestas de Lugduno (Lyon). As suas legiões nomeiam-no novo imperator do Ocidente, mas esta nomeação não é vista com bons olhos por Teodósio I, imperador do Oriente. Esta situação delicada faz buscar apoios na Igreja Católica, que por sua vez precisava de amparo institucional para enfrentar os numerosos movimentos dissidentes que a assediam (arianos, rigoristas, ebionitas, patripassianos, novacianos, nicolaítas, ofitas, maniqueus, homuncionitas, catafrígios, borboritas, ou os próprios priscilianistas).

## A condenação
Nesse matrimônio de conveniência enquadra-se o desenvolvimento posterior dos acontecimentos: a Igreja oficial enfrenta-se com um movimento popular muito estendido por toda a Península Ibérica e boa parte das Gálias, e Magno Máximo deseja oferecer uma mão tendida em forma de condenação oficial ao priscilianismo. Porém, a aplicação de uma sentença por heresia implica a confiscação por parte do Estado de todos os templos da seita, o que não interessa à hierarquia eclesiástica nem serve aos interesses do imperador. Assim é concebido um processo judiciário ad hoc que visa condenar os bispos hispânicos por maleficium (bruxaria). Esta sentença, mais favorável às arcas do novo imperador, inclui o confisco de todas as propriedades pessoais dos acusados, os quais pertenciam a pudentes famílias hispânicas, sem afetar o patrimônio eclesiástico.
É convocado, então, um novo concílio em Bordéus ao qual decidem acudir Prisciliano e vários dos seus seguidores, e no qual a heresia priscilianista é condenada de novo, mas somente obtém de fato a deposição de Instáncio da sua sede. Durante a celebração deste conclave uma multidão alheada lapida Úrbica, uma discípula de Prisciliano. Este abandona o conclave e dirige-se a Norte, a Tréveris, na Germânia Superior, onde Máximo estabeleceu sua corte, para convencer o imperador de que tercie em favor do seu grupo, sem saber que ali Itácio de Ossonoba já teceu a rede que acabará com a sua vida.
Em 385 Prisciliano chega a Tréveris, onde é acusado, através de Evódio, prefeito do imperador, da prática de rituais mágicos que incluem danças noturnas, o uso de ervas abortivas e a prática da astrologia cabalística.
Após obter mediante tortura uma confissão do mesmo Prisciliano, é decapitado junto aos seus seguidores Felicíssimo, Armênio, Eucrócia (a viúva de Delphidius), Latroniano, Aurélio e Asarino.
Esta ação provocou protestos de Papa Sirício, Ambrósio e Martinho de Tours. Alguns apresentam o acontecimento como primeiro caso de pena capital de um herege, outros como primeiro exemplo de intervenção da justiça secular numa questão eclesiástica.

## Obras e redescoberta
Algumas obras de Prisciliano foram consideradas ortodoxas e não foram queimadas. Como exemplo, ele dividiu as epístolas paulinas (incluindo a Epístola aos Hebreus) numa série de textos sobre seus pontos teológicos e escreveu uma introdução para cada um. Estes cânones sobreviveram numa forma editada por Peregrino. Eles contêm um forte apelo a uma vida pessoal de ascetismo e pureza, incluindo o celibato e a abstinência de carne e de vinho, reafirma os dons carismáticos de todos os crentes e obriga ao estudo das escrituras. Prisciliano também atribuiu considerável peso nos livros apócrifos, não como sendo inspirados, mas como úteis para distinguir a verdade do erro.
Há muito se acreditava que todas as obras de Prisciliano tinham perecido até Georg Schepss descobrir em 1885 na Baviera, na Biblioteca da Universidade de Würzburg, um manuscrito no qual encontra onze tratados. O diretor da biblioteca, Doellinger, sugere a autoria de Prisciliano, que finalmente confirma, e os tratados publicam-se em 1889. Os títulos desses onze tratados são: Liber Apollogeticus, de caráter doutrinal e no qual defende sua ortodoxia; Liber ad Damasum, escrito ao bispo de Roma, Dámaso, e similar ao anterior;  Liber de fide et Apocryphis , no qual defende a leitura de textos apócrifos; Tratatus Paschae; Tratatus Genesis; Tratatus Exodi; Tratatus primi Psalmi; Tratatus tertii Psalmi; Tratatus ad populum I (incompleto) e II e Benedictio super fidelis. Também se revela que é Prisciliano, e não Jerónimo, como se acreditava, o autor dos Canones in Pauli apostoli epistolas, presentes em muitas bíblias europeias. Os seus tratados e cânones publicaram-se na Espanha em 1975. Já em 1882, Marcelino Menéndez Pelayo publicara alguns de eles na História dos heterodoxos espanhóis.
De acordo com a introdução de Raymond Brown na sua "Epístola de João", a origem da Comma Johanneum, uma breve interpolação na Primeira Epístola de João conhecida desde o século IV dC parece ter sido a obra em latim Liber Apologeticus de Prisciliano.

## Tumba

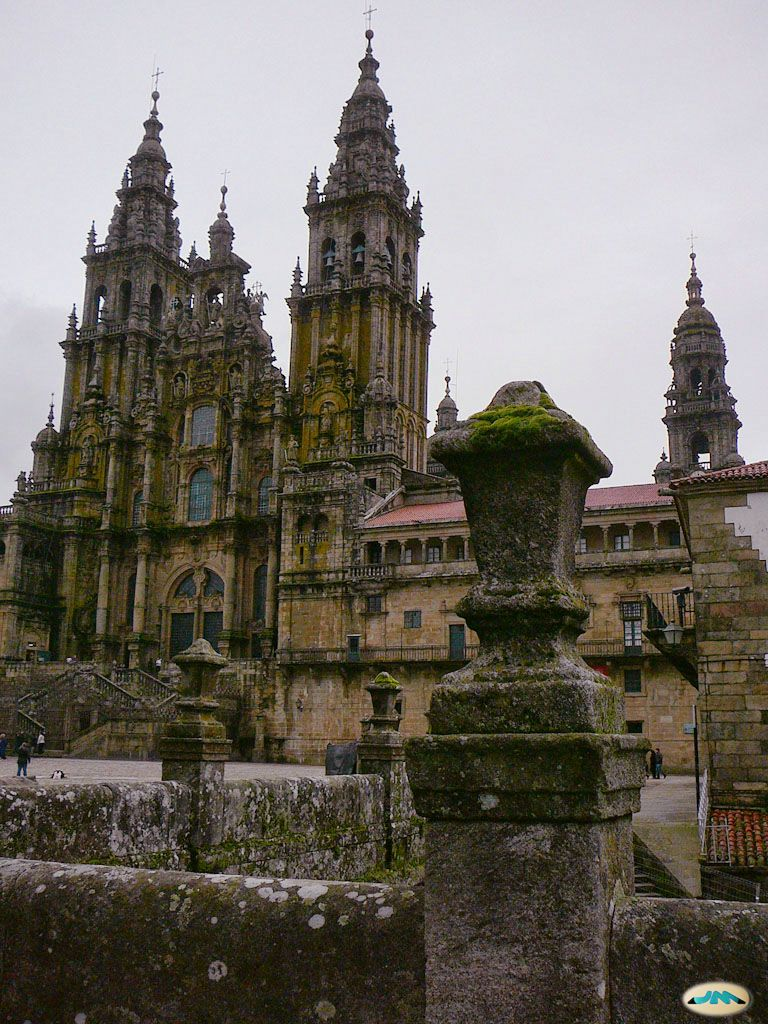
Catedral de Santiago de Compostela, tumba de Prisciliano?

Em 813 um eremita chamado Pelágio comunica a Teodomiro, bispo de Iria Flávia, que na floresta da sua diocese chamado Libredón vêem-se umas luzes estranhas. O bispo referirá depois ao rei Afonso II o Casto que, buscando a origem das luzes, encontrou um sepulcro, que não duvidou em atribuir imediatamente ao apóstolo Santiago. A notícia tornou-se oficial com o Papa Leão III.
Na realidade as primeiras novas (desde os textos bíblicos) de que o apóstolo tivera viajado de maneira póstuma às Hispânias aparecem, precisamente, na Hispânia, e precisamente nesse século. O primeiro texto escrito que faz referência a esta lenda é o gravado no Tumbo A da Catedral de Santiago de Compostela, que reproduz a ordem de Afonso II o Casto de construir uma igreja em honra de Santiago. Este texto é datado de 829 ou 834, conforme diferentes autores. Outras fontes que citam o fenômeno de veneração emergente são o martirológio de Floro de Lyon (segundo terço do século IX) ou a Crônica de Sampiro (ano 1000).
Em 893 os reis Afonso e Ximena doam a Igreja de Arcos e suas possessões a Santiago, pedindo em troca o perdão dos pecados e a vitória sobre os inimigos. Doações similares sucedem-se em anos posteriores, começando a ser registada a notícia de peregrinos que acorrem para venerar os restos do apóstolo.
É durante o século X que o fenômeno da peregrinação começa a adquirir intensidade. Em 1126 o Bispo Gelmires termina as obras da Catedral e ascende a sua sé à categoria de arcebispado, transladando-se definitivamente de Iria Flávia para Compostela.
Em 1900 o hagiógrafo Louis Duchesne publicou um artigo no qual sugere que em Compostela está enterrado Prisciliano, baseando-se na viagem que seus discípulos fizeram com os restos mortais do herege até à sua terra natal. Posteriormente Sánchez-Albornoz ou Unamuno difundiram esta hipótese alternativa à tradição cristã, que se tornou popular.
Opondo-se a esta teoria, monsenhor Guerra Campos indica a existência de um lugar que poderia ser o lugar de enterramento a saber de Prisciliano: Os Mártores, pertencente à paróquia de San Miguel de Valga, na província de Pontevedra. A teoria de Guerra Campos é baseada na denominação popular segundo a qual os discípulos justiçados em Tréveris foram conhecidos, até muito tempo depois da sua morte: "os mártires" (em galego: "os mártores"), sendo este o único topônimo destas características na Galiza. Uma última teoria estabelece o possível lugar de enterramento de Prisciliano em Santa Eulalia de Bóveda, localidade próxima a Lugo.

## Prisciliano na cultura
- Luis Buñuel recriou parte da vida de Prisciliano no seu filme "La voie lactée" (A Via Láctea), produção franco-italiana de 1969, na qual Jean-Claude Carrière interpreta o bispo herege.[25]
- O jornalista Ramón Chao (pai do cantor Manu Chao) publicou em 1999 uma recriação biográfica livre em forma de romance: Prisciliano de Compostela, ISBN 84-322-0831-0.
- Saunders, Tracy, Pilgrimage to Heresy: Uma livre do Caminho de Santiago(iUniverse 2007)/Peregrinos de la Herejía (Bóveda/Anaya 2009) ISBN 978-0-595-707020-7 / 978-84-936684-4-0
- O escritor Alberto S. Santos publicou, em 2013, o livro "O Segredo de Compostela", biografia romanceada de Prisciliano.